# Polichalur
Polichalur là một thị trấn thống kê (census town) của quận Kancheepuram thuộc bang Tamil Nadu, Ấn Độ.

## Nhân khẩu
Theo điều tra dân số năm 2001 của Ấn Độ, Polichalur có dân số 15.329 người. Phái nam chiếm 51% tổng số dân và phái nữ chiếm 49%. Polichalur có tỷ lệ 78% biết đọc biết viết, cao hơn tỷ lệ trung bình toàn quốc là 59,5%: tỷ lệ cho phái nam là 84%, và tỷ lệ cho phái nữ là 73%. Tại Polichalur, 11% dân số nhỏ hơn 6 tuổi.